# Västkustbanan
Västkustbanan är en elektrifierad järnväg mellan Göteborg och Lund, längs Sveriges västkust. Den byggdes på 1880-talet av flera olika privata järnvägsbolag. Eftersom sträckan hade karaktär av stambana mellan Malmö och Göteborg köpte staten banan 1896 från de olika järnvägsbolagen. Undantaget var Kävlinge–Lund C som förstatligades först 1940. Västkustbanan var den första stambanan i Sverige som inte följde antikustprincipen.
Sedan 1980-talet har banan stegvis byggts ut till dubbelspår och Sveriges riksdag beslöt 1993 att hela Västkustbanan skulle byggas ut. Sträckningen i Skåne har successivt ändrats och persontågen går genom Helsingborg sedan Helsingborgs centralstation blev klar 1991 och via Landskrona efter öppnandet av ny järnväg mellan Landskrona och Helsingborg 2001. Tidigare gick tågen längre in i Skåne via Åstorp–Teckomatorp. Genom Halland har dubbelspåret ofta byggts i ny sträckning. Samma städer passeras även om några nya stationer byggts. Hallandsåstunneln, som invigdes den 8 december 2015, innebar en väsentlig kapacitetshöjning på sträckan Båstad–Förslöv från 4 tåg i timmen till 24 tåg i timmen. Varbergstunneln invigdes i juli 2025 som den näst sista ombyggnaden av banan till dubbelspår. En sträcka på banan, mellan Helsingborg C och Maria station i Helsingborg, är fortfarande enkelspårig och planeras att byggas ut till dubbelspår. Ett av förslagen till att genomföra detta är genom projektet Tågaborgstunneln.

## Trafik
Persontrafiken på Västkustbanan består dels av trafik organiserad av de regional kollektivtrafikmyndigheterna (Öresundståg, Pågatågen och Västtågen), dels av fjärrtåg i SJ AB:s regi. Sommartid kör även VR Snabbtåg Sverige och Vy fjärrtåg på banan. 
Utöver persontågen trafikeras Västkustbanan med godståg. Innan Hallandsåstunneln färdigställdes gick de flesta av dessa via Halmstad–Markaryd–Hässleholm, eftersom Hallandsåsen innebar en för kraftig stigning för många tåg. Sedan december 2015 går många av dessa tåg genom tunneln och söder om Ängelholm över Åstorp och Söderåsbanan till Malmö eller Trelleborg.

## Historia
Staten beslutade 1853 om byggandet av järnvägar genom Sverige. Under ledning av överste Nils Ericson, som 1855 utsågs för att leda byggandet, fick statens stambanor en sträckning som starkt präglades av näringspolitiska hänsynstaganden. Järnvägen skulle bryta mark och ge tidigare missgynnade områden nya möjligheter. Samtidigt togs försvarspolitiska hänsyn som innebar att statens banor skulle gå centralt i landet, utom räckhåll för fientliga landstigningsförsök, och där det inte redan fanns ångbåtstrafik (den så kallade antikustprincipen). I övrigt fick kommunala och privata intressenter bygga järnvägar för att komplettera nätet på andra sträckningar.
Västkusten blev således utan statlig järnväg, men längs pärlbandet av städer vid kusten fanns starka intressen av järnväg varför kapital upplånades av kommunala och privata intressenter för att bygga järnväg mellan dem. Den första delsträckan byggdes på 1870-talet och hela sträckan var klar 1888.

### En kedja av enskilda järnvägar

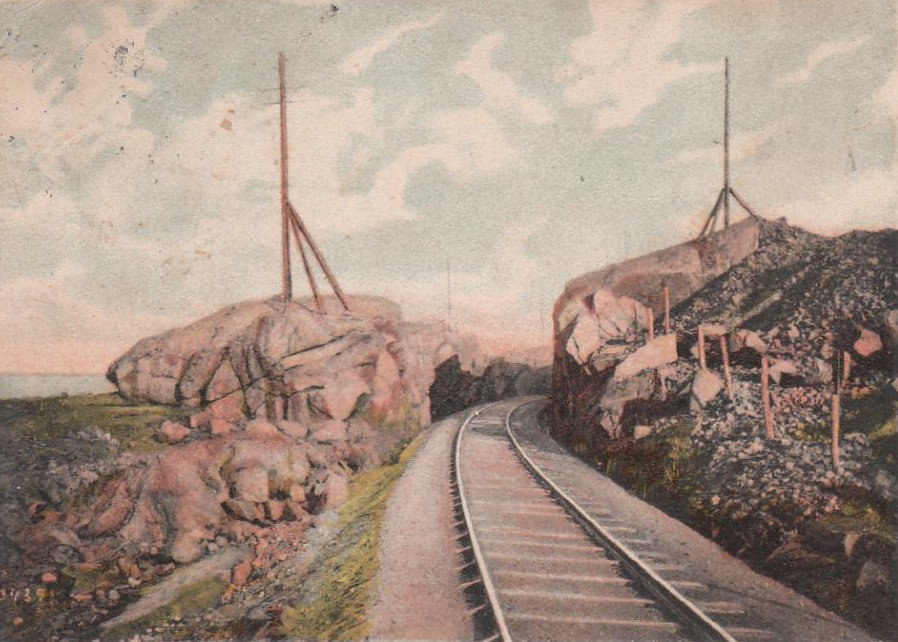
Västkustbanan vid Varberg strax efter år 1900.

Förbindelsen längs västkusten var en kedja av enskilda järnvägsbolag. Intressenterna bakom bolagen var framförallt städerna längs de olika sträckorna, men även landstingen och en del privata intressen köpte aktier eller bidrog med lån. Järnvägarna mellan Helsingborg och Göteborg fick statliga lån på 5,9 miljoner kronor.
Landskrona hade under senare delen 1800-talet tappat i konkurrensen mot hamnarna i Helsingborg och Malmö. För att försöka återställa balansen började man på 1860-talet bygga järnvägar för knyta transporter till sin hamn. En av dessa var Landskrona–Ängelholms Järnväg (LEJ) som öppnades 1876. Motiveringen från Landskronas sida var att nå de skånska stenkolsfälten. I Ängelholm var man vid samma tid intresserad av förbindelse söderöver, varför städernas intressen förenades i Åstorp.
När Landskrona kastade handsken ville Helsingborg inte vara sämre. Från början tänkte man sig en bana upp till Ängelholm, men på inrådan av konsuln Petter Olsson vidgades perspektiven och man satsade på Halmstad som nordlig ändpunkt. Skåne–Hallands Järnväg (SHJ) blev färdig 1885 efter att man övervunnit de tekniska utmaningarna som kom av passagerna över Landborgen och Hallandsåsen. För passagen uppför Landborgen anlades en stor viadukt, medan man för passagen av Hallandsåsen var tvungen att låta järnvägen slingra sig genom Sinarpsdalen.

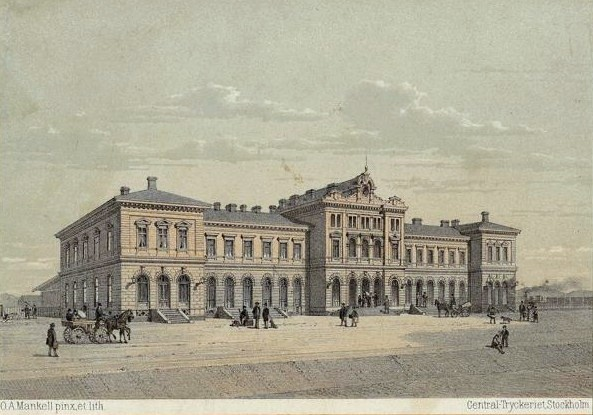
Bergslagernas station i Göteborg var slutstation i norr fram till 1930.

När så beslutet att bygga Skåne–Hallands Järnväg upp till Halmstad var fattat, aktualiserades frågan om en fortsättning norrut. Framförallt var det Falkenberg, som saknade järnvägsförbindelse, som var drivande i skapandet av Mellersta Hallands Järnväg (MHJ). I Varberg, som slutligen blev huvudlinjens norra ändpunkt, var invånarna dock inte lika entusiastiska då de redan hade järnvägsförbindelse (Warberg–Borås Järnväg). Landstinget i Halland gick dock in med kapital och banan blev färdig 1886.
I Malmö vaknade man också, för det verkade nu som att en framtida sammanhängande bana från Göteborg söderöver skulle sluta i Helsingborg. Man rafsade i hast ihop kapital för att bygga Malmö–Billesholms Järnväg (MBJ) för att få kontakt med Ängelholm och banan vidare norrut. Samtidigt ville Lund få kontakt norrut, via Teckomatorp, varför Väg- och vattenbyggnadsstyrelsen beslöt att jämka samman projekten. Malmö–Billesholms Järnväg kunde därför inte byggas rakast möjliga väg, utan i en båge mot öster för att underlätta anslutande av Lund–Kävlinge Järnväg (LKJ). Båda banorna blev klara 1886.
I Göteborg fanns slutligen det väldiga Bergslagernas Järnvägar (BJ) som såg möjligheter att öka transittrafiken från den befintliga banan till Norge, Dalslands Järnväg (DJ), om man bara fick till en obruten järnvägslinje ner mot Helsingborg och färjor till Danmark. Det separata bolaget Göteborg–Hallands Järnväg (GHB) bildades för att anlägga en bana från Bergslagernas station i Göteborg till Varberg, vilken blev färdig 1888. Göteborg-Hallands Järnväg förvaltades av Bergslagernas Järnvägar.

### Till Statens Järnvägar
Redan när det stod klart att det skulle bildats en sammanhållen järnvägsförbindelse började man tala om en Västkustbana. Det man avsåg var dock bara Göteborg–Hallands Järnväg, Mellersta Hallands Järnväg och Skåne–Hallands Järnväg. Från 1892 fanns det genomgående trafik från Göteborg till Helsingborg eller Malmö. Det stod då klart att banan hade enorm kommersiell potential. När de tre nordligaste bolagen började planera sammangående i samband med att det inleddes reguljär färjetrafik Helsingborg–Helsingör riskerade en stor del av trafiken till kontinenten att styras av enskilda intressen. För att värna det allmänna beslutade riksdagen att lösa in Göteborg–Hallands Järnväg, Mellersta Hallands Järnväg, Skåne–Hallands Järnväg, Landskrona–Ängelholms Järnväg och Malmö–Billesholms Järnväg. Detta skedde 1 januari 1896.
Efter förstatligandet så kom det som nu formellt hette Västkustbanan att få två sträckningar genom Skåne. Den ena utgick från Malmö och bestod av Malmö–Billesholms Järnväg och dess huvudlinje upp till Billesholm, via Arlöv, Kävlinge och Teckomatorp. Från Billesholm utnyttjade man Landskrona–Ängelholms Järnvägs sträckning upp till Ängelholm, via Åstorp. Den andra gick från Ångfärjestationen i Helsingborg via Skåne–Hallands Järnväg norrut. Att tågen inte gick genom Helsingborg berodde på att trafiken genom staden gick på ett gatuspår som man inte ville belasta ytterligare. Det gick således separata tåg varannan timme Göteborg–Helsingborg, och varannan timme Göteborg–Malmö. Söder om Ängelholm gick persontågstrafiken skilda vägar beroende på om slutstationen var Malmö eller Helsingborg.
Statens Järnvägar inledde snart omfattande spårbyten och broförstärkningar för att ge banan en bättre och något mer enhetlig standard, men det faktum att banan är ett lappverk har alltid legat banan i fatet. Statens Järnvägar gjorde även en hel del för att förnya den rullande materielen. Elektrifieringen inleddes 1933 i Arlöv och hela linjen Malmö-Ängelholm-Göteborg var färdig i slutet av 1936. Tidigt på året 1937 spänningssattes den sista sträckan Helsingborg–Ängelholm. 1935 invigdes Godstågsviadukten i Göteborg.

### Nya sträckningar och dubbelspår
Att banan var byggd av så många enskilda bolag gjorde att den fick en långt ifrån optimal sträckning när det gällde att binda ihop befolkningscentra i den skånska delen, utan persontågstrafiken var beroende av vilken av städerna Helsingborg och Malmö som var slutstation. Landskrona som var den mest betydande staden mellan städerna berördes inte alls av trafiken på Västkustbanan utan resenärerna fick byta tåg i Billesholm, senare Kävlinge, för att kunna ansluta med tåg. Lund var i början inte en del av Västkustbanan utan resenärer fick byta i Kävlinge (emellanåt även i Hässleholm eller Alvesta via helt andra järnvägar för att komma till Göteborg), men staten inköpte Lund–Trelleborgs Järnväg 1940, till vilken sträckan Kävlinge–Lund då hörde. Sedan 1948, då Lund–Kävlinge elektrifierades, har persontågen mot Malmö gått den vägen och inte över Lomma–Arlöv. Orter som växte fram från och med 1960-talet såsom Rydebäck och Glumslöv hade aldrig haft någon järnvägstrafik överhuvudtaget förrän den nya Västkustbanan mellan Helsingborg och Landskrona invigdes 2001.

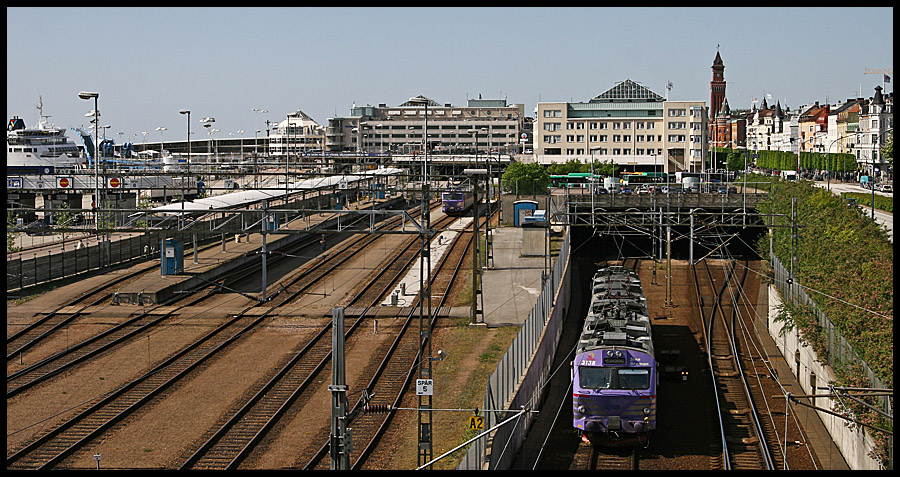
Ett Pågatåg rullar ner till Helsingborgs centralstation.

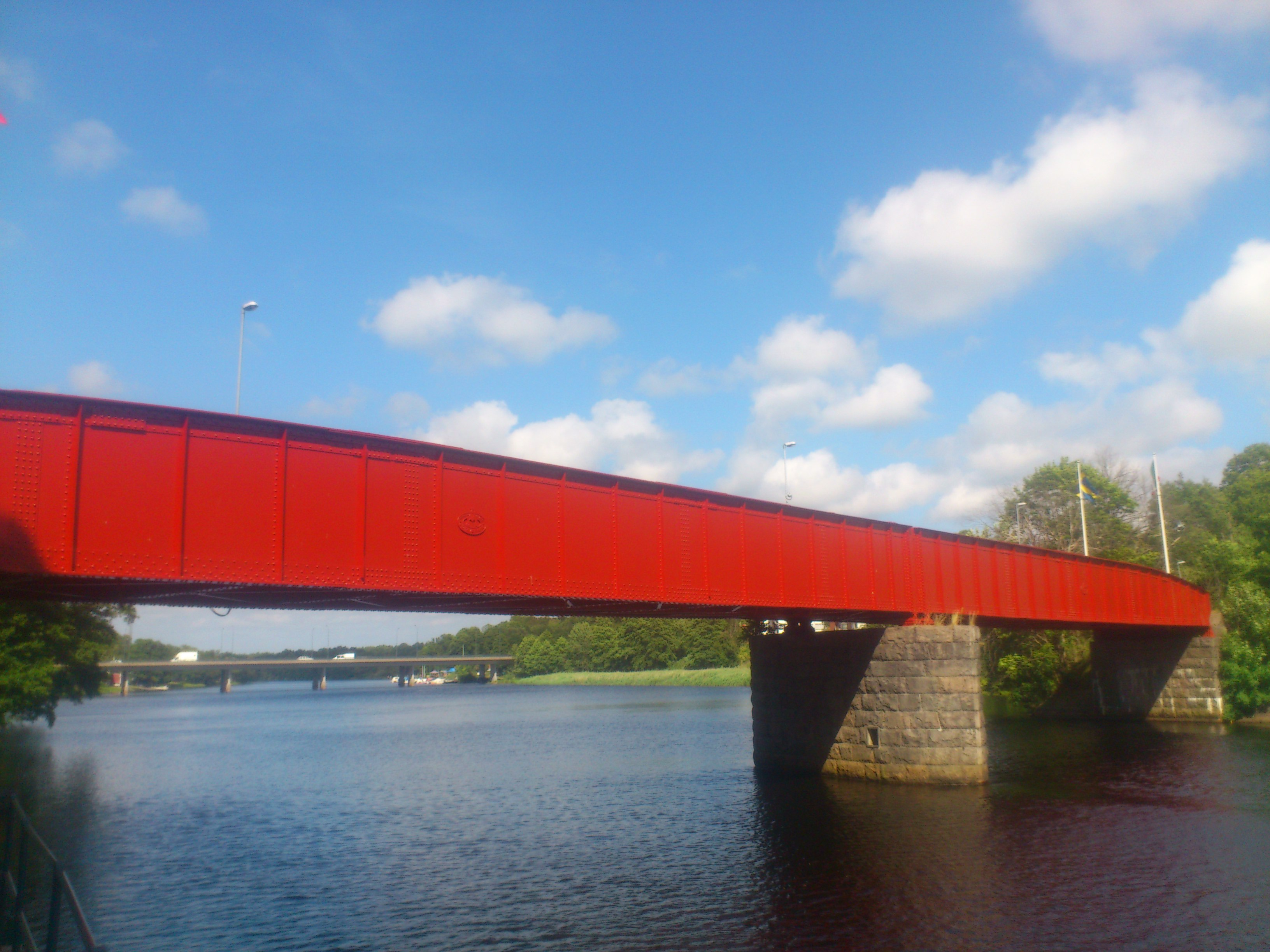
Västkustbanans gamla bro över Nissan i centrala Halmstad.

Vid de nysatsningar på järnvägen som inleddes på 1980-talet kom man därför att försöka åtgärda detta. Bortsett från sträckorna närmast Göteborg och Malmö, som var gemensamma med Kust till kust-banan respektive Södra stambanan, skedde invigningen av den första dubbelspårsetappen 1985 norr om Halmstad. Denna innebar att den gamla linjen som gick över floden Nissan inne i staden försvann samt att några samhällen där banan tidigare passerat blev av med spåren. För denna och senare utbyggnader är dessutom kurvorna anpassade för en framtida högsta fart av 250 km/h, när så signalsystem och fordon tillåter.
Som ytterligare tecken på det nya som skulle komma, öppnades 1991 Helsingborgs centralstation i en tunnel under Helsingborg. Till skillnad från tidigare kunde man då ha genomgående persontrafik mellan Göteborg och Malmö genom Helsingborg. Tågen behövde inte längre gå skilda vägar söder om Ängelholm beroende på slutstationen. Man ledde således om persontrafiken genom Skåne så att persontrafiken till Malmö fick gå över Helsingborg. Godstrafiken från Malmö och norrut går dock på den gamla banan som fått det nya namnet Godsstråket genom Skåne och inte på den nya banan mellan Landskrona och Helsingborg. På norra delen Göteborg–Kungsbacka färdigställdes dubbelspår 1992, varefter man inledde pendeltågstrafik på sträckan. Regeringen Bildt lade under våren 1993 fram propositionen "om investeringar i trafikens infrastruktur m.m." där dubbelspår på Västkustbanan ingick. Propositionen behandlades som en del av Trafikutskottets betänkande TU35, och beslutet om dubbelspår på Västkustbanan togs av riksdagen den 8 juni 1993.
Stora delar av banan har byggts ut till dubbelspår och man dessutom gjort flera linjerätningar. En av de större är det nya dubbelspåret förbi Laholm som färdigställdes 1996 och som befriade staden från sin barriär sedan över hundra år och samtidigt kortade linjen med 5 kilometer medan stationen i Laholm hamnade i stadens utkant. I samband med utbyggnaden av 13 kilometer dubbelspår mellan Torebo och Heberg invigdes i Falkenberg en ny station utanför stadskärnan i juni 2008. Som ett resultat av detta kortades banan ytterligare 4 kilometer.

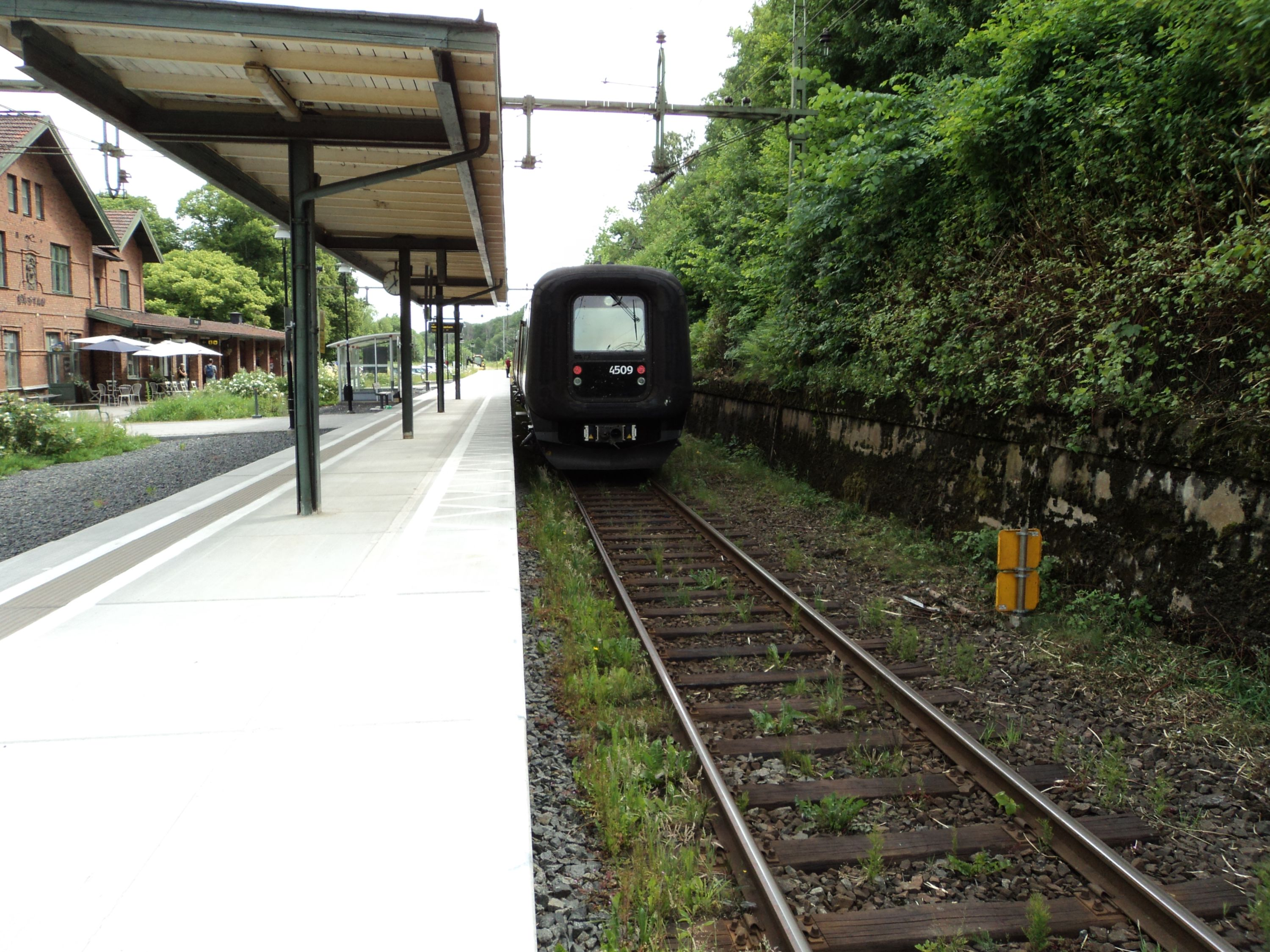
Båstads gamla station vid Hallandsåsen i juli 2010. Spåret är numera upprivet.

Det har dessutom kommit en helt ny bana söder om Helsingborg som förbinder Landskrona med Västkustbanan för första gången. Det är en utpräglad bana för persontrafik med mjuka kurvor för hög fart, men branta lutningar. Mellan Landskrona och Kävlinge har man dessutom gjort så stora linjerätningar vid den fortsatta utbyggnaden av dubbelspår att man knappast kan tala om uppgraderingar av gamla Landskrona–Kävlinge Järnväg utan snarare nybyggnad även där. Banan blev färdigbyggd 2001 och utgör nuvarande sträckning genom Skåne. Mellan Kävlinge och Lund byggdes banan ut till dubbelspår i två etapper, Kävlinge–Norra Nöbbelöv i Lunds utkant 1995–1997 och Norra Nöbbelöv–Lund C 2003–2005.
I december 2004 blev hela sträckan Varberg–Göteborg dubbelspårig vilket möjliggjorde för öppnande av fler stationer med resandeutbyte. Bygget av dubbelspår på den cirka en mil långa sträckan mellan Ängelholm och Förslöv färdigställdes i maj 2012. Den 14 december 2013 invigdes Åsa station mellan Kungsbacka och Varberg. Hallandsåsen hade länge varit ett problem för tunga godståg genom sina branta lutningar och skarpa kurvor. En tunnel genom horsten började byggas med hjälp av tunnelborrmaskin med start 1992. Tunneldrivningen med borr stötte på problem kort efter byggstart vilket ledde till att byggherrarna valde att byta till att spränga sig fram för tunneldrivningen. Tunnelarbetena påverkades av såväl förseningar och ökade kostnader. 1997 stoppades bygget efter utsläpp av giftiga och miljöpåverkande ämnen. Arbetet med tunneln återstartades 2005 med hjälp av en ny tunnelborrmaskin. Den nya sträckningen av banan genom Hallandsåstunneln med två spår som invigdes för trafik i december 2015 innebar en förkortning av sträckan med cirka sex kilometer jämfört med det tidigare enkelspåret över Hallandsåsen. 
Regeringen gav byggstartsbeslut för sträckan Ängelholm–Helsingborg, Romares väg i mars 2020 och bygget inleddes i augusti 2020. Utbyggnaden av 24 kilometer dubbelspår färdigställdes 3 december 2023. Bygget av en 3,1 kilometer lång dubbelspårig tunnel under Varberg påbörjades 2019 och färdigställdes 2025, vilket ersatte den tidigare enkelspåriga järnvägen som tidigare genomkorsade Varbergs centrala delar.

## Sträckning
Västkustbanan är 284 kilometer lång och går längs med den södra delen av Sveriges västkust från Göteborg i norr till Lund i söder och passerar däremellan genom hela Hallands län. Banan är dubbelspårig bortsett från den 4,5 kilometer långa sträckan mellan Helsingborg C och Maria station som planeras byggas ut. Utbyggnaden innebär möjligtvis att en dubbelspårig tunnel norr om Helsingborg C ersätter den nuvarande sträckan. Banan går på flera sträckor parallellt med E6 och utgör tillsammans med vägen ett viktigt transportstråk mellan Göteborg och Lund, samt Malmö via Södra stambanan. Banan har byggts ut på flera platser längs sträckan under 1990-talet och 2000-talet med goda geometriska förhållanden med flacka kurvor vilket tillåter för höga hastigheter.
Västkustbanan är som hårdast belastad mellan Lund och Helsingborg samt mellan Göteborg och Kungsbacka. Detta eftersom dessa sträckor utöver regional- och fjärrtåg även har en hög trafikering av Pågatåg och Västtåg.
Längs banan finns flera anslutande järnvägar, vilket gör Västkustbanan till en central del av det svenska järnvägsnätet:
- Södra stambanan
- Godsstråket genom Skåne
- Rååbanan
- Skånebanan
- Markarydsbanan
- Järnvägslinjen Halmstad–Nässjö
- Viskadalsbanan
- Kust till kust-banan
- Västra stambanan

Västkustbanan har studerats för en ökad högsta hastighet till 250 km/h. Sträckorna Varberg-Halmstad och Halmstad-Helsingborg ansågs vara mest lämpliga utifrån en blandad trafikering av banan med såväl fjärrtåg, regionaltåg, lokaltåg och godståg.
På sträckan Landskrona–Ramlösa finns kraftiga lutningar upp emot 25 promille. Detta innebär att endast persontåg körs på sträckorna Lund–Kävlinge och Landskrona–Helsingborg. Godstrafik går istället på godsstråket genom Skåne. Det finns 4 vägkorsningar, alla på äldre bansträckor, varav 1 i Helsingborg och 3 i Halmstad.

## Framtid
Den enda kvarvarande (2025) enkelspåriga sträckan på Västkustbanan är mellan Maria station och Helsingborgs station. Denna planeras att byggas ut till dubbelspår. När hela banan är dubbelspårig beräknas restiden för sträckan Malmö–Göteborg vara strax över 2 timmar.
För sträckan Helsingborg, Romares väg–Helsingborg C presenterades förstudieutredningen 2010, då med indelningen Maria station–Helsingborg C. Sträckan går genom flera kurvor vid Pålsjö skog och Gröningen och därför är en möjlig lösning att dubbelspåret läggs under jord i den föreslagna Tågaborgstunneln även om det ännu inte är uteslutet att bygga ut med ett extra spår längs den befintliga sträckningen. Projektet ingår i nationell plan för transportinfrastrukturen 2022–2033 och var i februari 2024 i ett tidigt planeringsskede. Planerad byggstart är under åren 2032–2033.
För närvarande (2024) korsar resenärer spåren vid plattformarna på Halmstad C via en plankorsning. Halmstads kommun planerar för en ombyggnad av stationsområdet inklusive en ny gångtunnel under spåren med anslutning till plattformarna. Ombyggnaden syftar till att göra stationen till ett resecentrum med anslutning till region- och lokalbussar.